# Глинка (Чорнобильський район)
Глинка (до 20-х рр. ХХ ст. Глинна, Глінка) — колишнє село в Україні, за 22 км від ЧАЕС, в Іванківському районі Київської області.
Час виникнення села не встановлений. 1887 року у селі мешкало 150 мешканців.
1900 року у власницькому селі було 74 двор та мешкало 477 мешканців. У селі бул кузня. Підпорядковувалося Шепелицькій волості Радомисльського повіту.
У 1920-30-і роки було центром сільської ради, згодом підпорядковувалося Замошенській, а у останній період існування — Корогодській сільській раді.
На поч. 1970-х рр. у селі проживало бл.460 осіб, було 116 дворів. До аварії на ЧАЕС підпорядковувалося Корогодськійраді Чорнобильського району.
Напередодні аварії на ЧАЕС у селі мешкало 212 мешканців, було 116 дворів.
Після аварії на станції 26 квітня 1986 село було відселене внаслідок сильного забруднення, а мешканці переселені у село Згурівка. Офіційно зняте з обліку 1999 року за відсутністю жителів. Після Чорнобильської катастрофи село увійшло до 30-кілометрової зони відчуження.
Частина території села згоріла під час лісових пожеж у 2015 році.
Частина території села згоріла під час лісових пожеж у 2020 році.
З кінця лютого до 1 квітня 2022 року село було окуповане російськими військами.